# Frito-Lay
Frito-Lay North America (FLNA) é uma divisão da PepsiCo, que fabrica, comercializa e vende uma variedade de "salgadinhos" de milho, batatas fritas, doritos e outros salgadinhos.

## Histórico
Os primórdios da produção dos salgadinhos de milho remontam à Charles Elmer Doolin, que possuía uma padaria em San Antonio, Texas, na década de 1930. Doolin teve a ideia de inserir em seu cardápio algum produto com milho, quando conheceu um comerciante mexicano que estava produzindo e vendendo salgadinhos fritos feitos de milho, um alimento típico das praias mexicanas. Doolin então comprou a receita e começou a produzi-los na cozinha da sua casa, com a ajuda da mãe.
Em 1961, a empresa de Doolin se fundiu com a H.W. Lay & Company, de Herman Lay, dando origem à Frito-Lay, Inc. Já em 1965 a nova companhia fundiu-se com a Pepsi-Cola, criando a PepsiCo.